# Ведмедиця лучна
Ведмедиця лучна (Diacrisia sannio) — вид метеликів з родини еребід (Erebidae).

## Поширення
Вид поширений в Європі та Азії від Ірландії до Сибіру та Монголії. Мешкає в світлих листяних лісах, на різнотравних луках, оліготрофних і мезотрофних трав'янистих болотах.

## Зовнішній вигляд
Розмах крил 35-48 мм. Передні крила у самця жовті, з великою темною серединною плямою, що має червонуватий відтінок. Внутрішній, зовнішній і половина переднього краю з рожево-червоною лінією, іноді покриті біля внутрішнього краю чорнуватим пилком. Задні крила жовтувато-білі, з рожево-червоним зовнішнім краєм, буро-сірою перев'яззю перед ним і такою ж серединною плямою. У самиці основне забарвлення крил іржаво-жовте, з червоними жилками і з червоною темною плямою на передніх крилах. Задні крила від основи до середини чорнуваті, така ж широка перев'язь перед зовнішнім краєм і чорна пляма посередині. Черевце світле, із темним малюнком.

♂
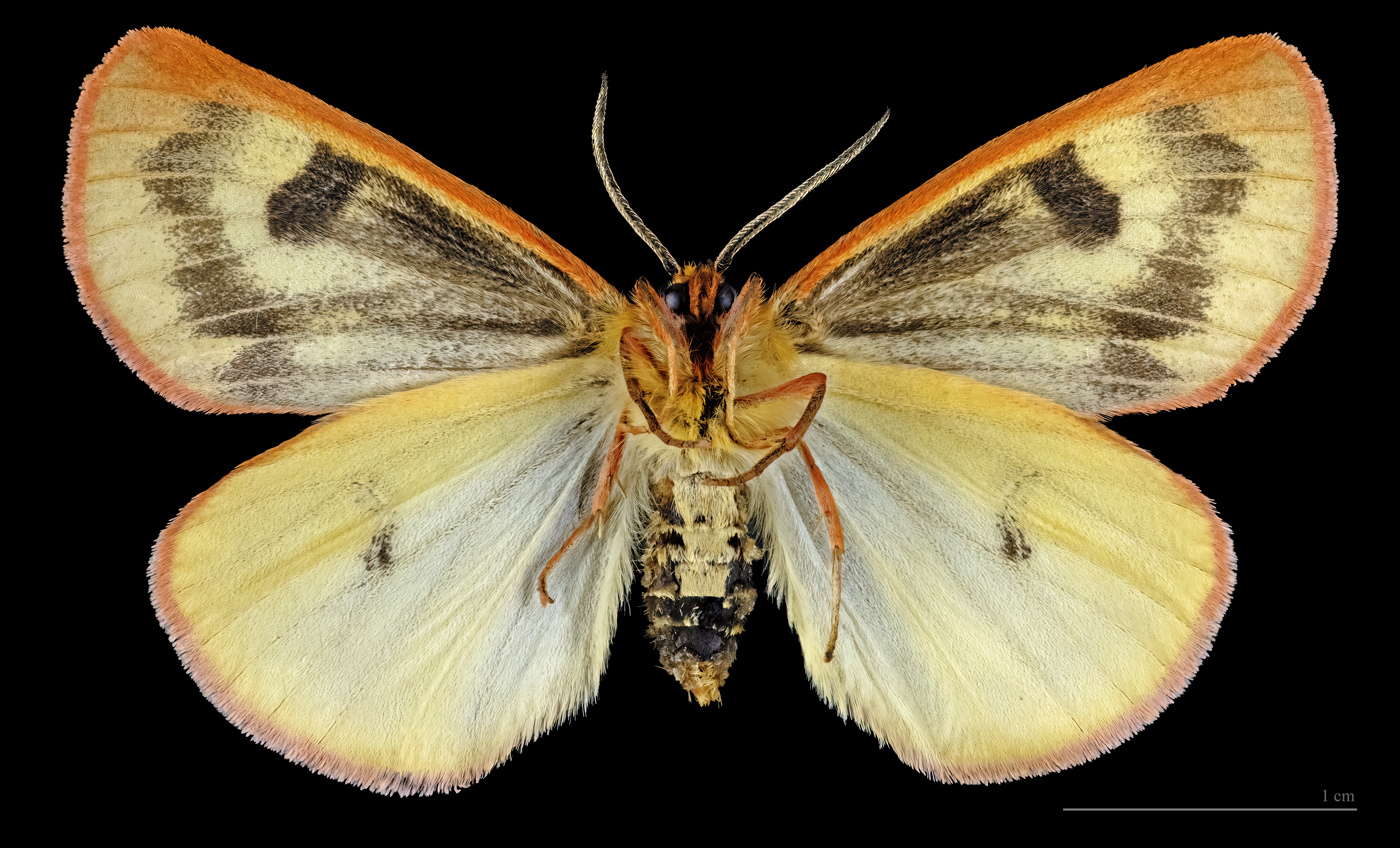
♂ △

## Спосіб життя
Міль літає в червні-липні залежно від місця розташування. Самиця відкладає яйця групами на кормові рослини. Яйце округле, світло-жовте. Ембріональний період близько 10 днів. Личинка темно-коричнева, з червоно-червоними волосками, світлою лінією спини з червоними плямами та білими стигматами. Личинки харчуються різними чагарниками і трав'янистими рослинами, переважно подорожником, підмаренником, знітом, кульбабою, кропивою тощо. Зимують молоді гусениці. Наприкінці весни, пройшовши останню линьку, заляльковуються.